# 古金 (明尼蘇達州)
古金（英語：Guckeen）是位於美國明尼蘇達州法里博縣的一個非建制地區。

## 歷史
古金的郵局於1901年設立，其後於1973年停運。原名德比（Derby），1900年改為現稱。此地得名當地一名早期定居者。

## 地理
古金所處的海拔為高於海平面339米（即1112英呎），而該地所採用的時區為UTC-6，即北美中部時區（CST）。同時該地設有夏令時間，為UTC-6調快一小時，即UTC-5（CDT）。